# Béhen
Pour la racine médicinale, voir Béhen (racine).
Béhen est une commune française située dans le département de la Somme en région Hauts-de-France.
Depuis juillet 2020, la commune fait partie du parc naturel régional Baie de Somme - Picardie maritime.

## Géographie

### Localisation
Béhen est un village picard situé dans le Vimeu.
À vol d'oiseau, la commune est située à 8 km au sud-est d'Abbeville, 10 km à l'est de Feuquières-en-Vimeu et à 43 km au nord-ouest d'Amiens.
Le territoire de la commune est limitrophe de ceux de cinq communes.
Les communes limitrophes sont Ercourt, Huchenneville, Huppy, Moyenneville et Tœufles.

### Hydrographie
La commune est située dans le bassin Artois-Picardie. Elle n'est drainée par aucun cours d'eau.

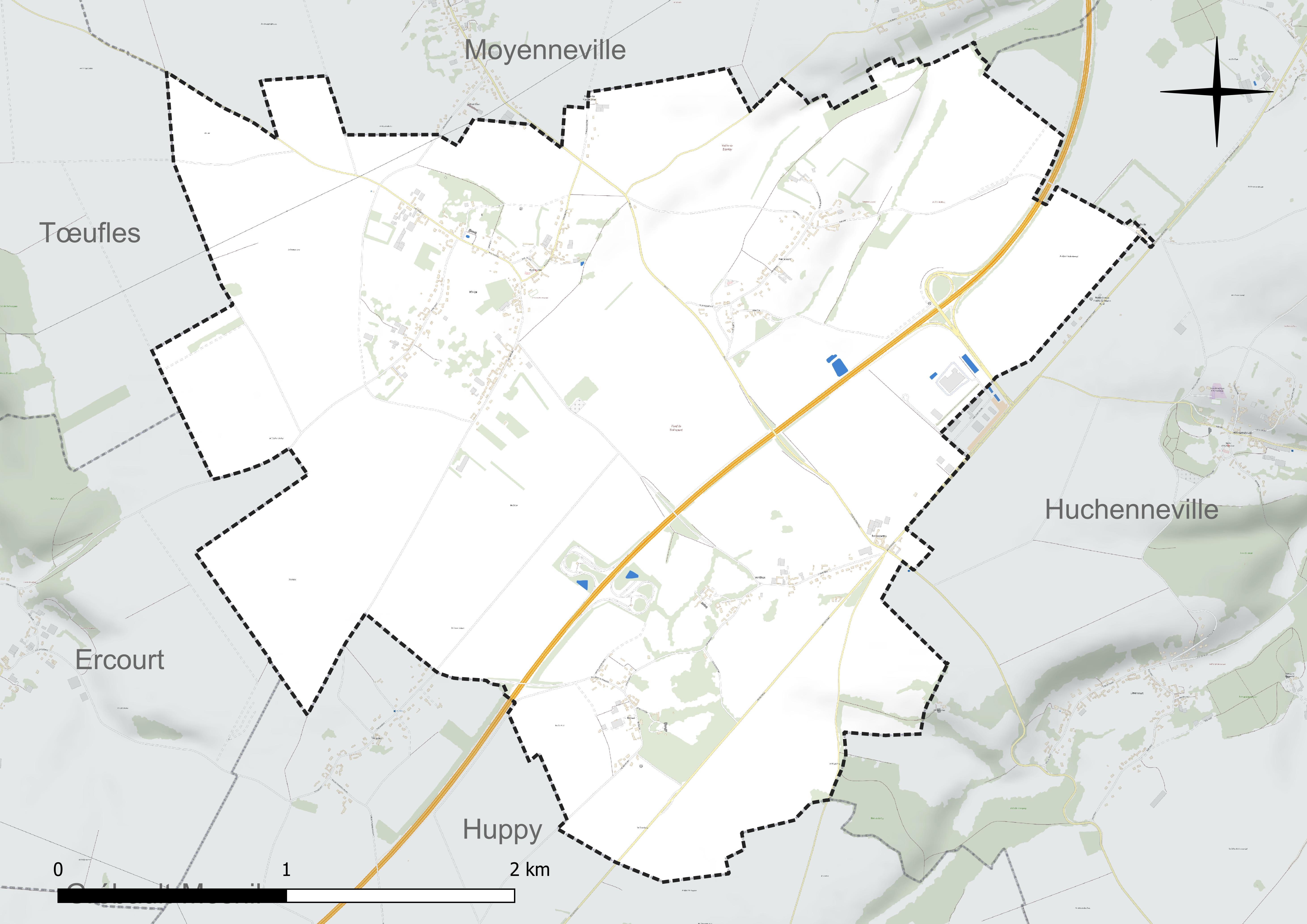
Réseau hydrographique de Béhen.

### Climat
Pour des articles plus généraux, voir Climat des Hauts-de-France et Climat de la Somme.
En 2010, le climat de la commune est de type climat océanique franc, selon une étude du CNRS s'appuyant sur une série de données couvrant la période 1971-2000. En 2020, Météo-France publie une typologie des climats de la France métropolitaine dans laquelle la commune est exposée à un climat océanique et est dans la région climatique Côtes de la Manche orientale, caractérisée par un faible ensoleillement (1 550 h/an) ; forte humidité de l'air (plus de 20 h/jour avec humidité relative > 80 % en hiver), vents forts fréquents.
Pour la période 1971-2000, la température annuelle moyenne est de 10,1 °C, avec une amplitude thermique annuelle de 13 °C. Le cumul annuel moyen de précipitations est de 763 mm, avec 12,5 jours de précipitations en janvier et 8,6 jours en juillet. Pour la période 1991-2020, la température moyenne annuelle observée sur la station météorologique la plus proche, située sur la commune d'Abbeville à 8 km à vol d'oiseau, est de 11,0 °C et le cumul annuel moyen de précipitations est de 806,2 mm,. Pour l'avenir, les paramètres climatiques de la commune estimés pour 2050 selon différents scénarios d'émission de gaz à effet de serre sont consultables sur un site dédié publié par Météo-France en novembre 2022.

## Urbanisme

### Typologie
Au 1er janvier 2024, Béhen est catégorisée commune rurale à habitat dispersé, selon la nouvelle grille communale de densité à sept niveaux définie par l'Insee en 2022.
Elle est située hors unité urbaine. Par ailleurs la commune fait partie de l'aire d'attraction d'Abbeville, dont elle est une commune de la couronne,. Cette aire, qui regroupe 73 communes, est catégorisée dans les aires de 50 000 à moins de 200 000 habitants,.

### Occupation des sols
L'occupation des sols de la commune, telle qu'elle ressort de la base de données européenne d'occupation biophysique des sols Corine Land Cover (CLC), est marquée par l'importance des territoires agricoles (96,8 % en 2018), une proportion identique à celle de 1990 (96,8 %). La répartition détaillée en 2018 est la suivante : 
terres arables (73,8 %), prairies (16,8 %), zones agricoles hétérogènes (6,1 %), zones urbanisées (3,2 %). L'évolution de l'occupation des sols de la commune et de ses infrastructures peut être observée sur les différentes représentations cartographiques du territoire : la carte de Cassini (XVIIIe siècle), la carte d'état-major (1820-1866) et les cartes ou photos aériennes de l'IGN pour la période actuelle (1950 à aujourd'hui).

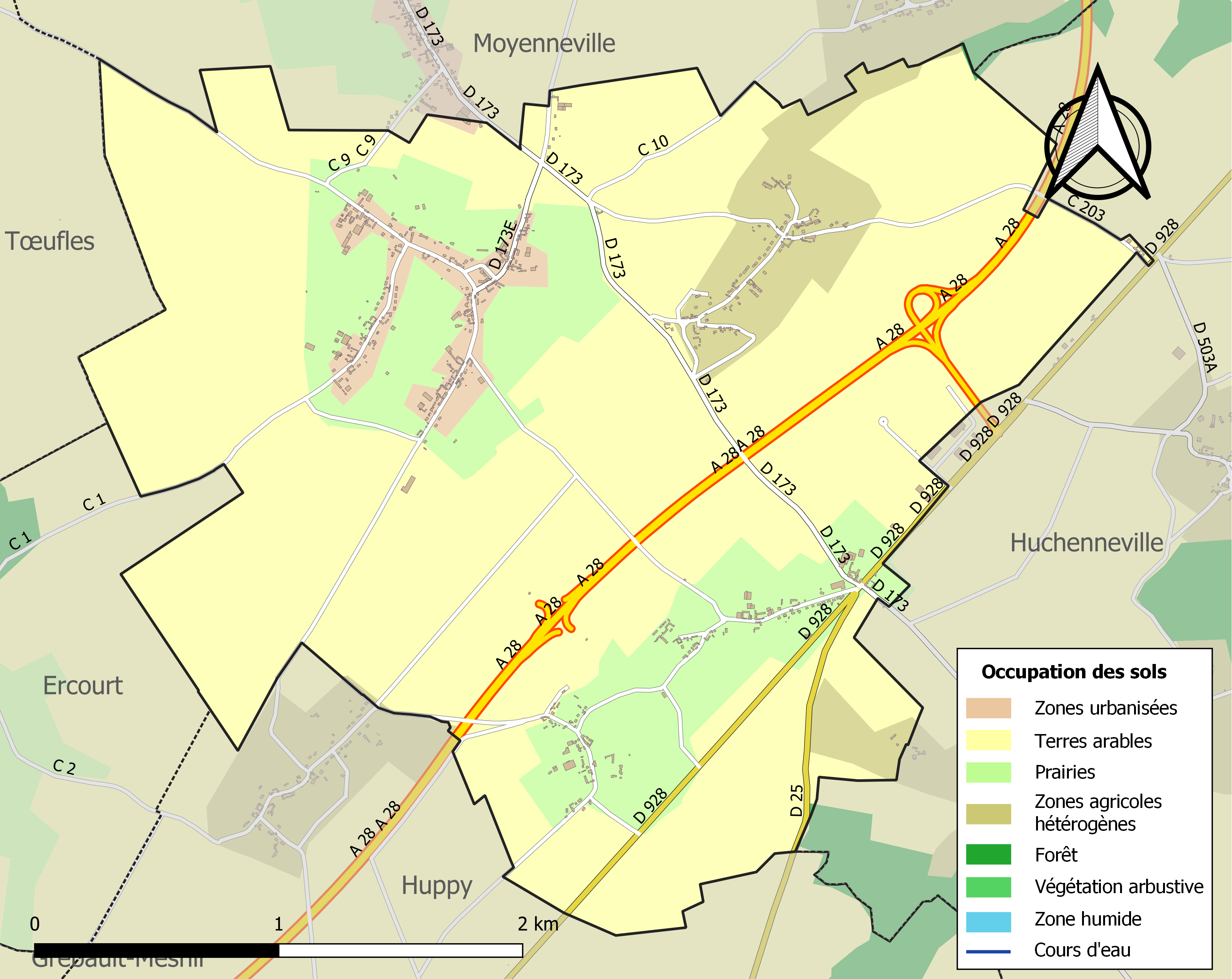
Carte des infrastructures et de l'occupation des sols de la commune en 2018 (CLC).

### Lieux-dits, hameaux et écarts
Béhen possède son propre château et compte quatre hameaux au nord-ouest, entre le village et la route départementale 928 :
- avec son église du XVIe siècle : Boëncourt ;
- les Alleux, avec son château ;
- Bainast, également avec un château ;
- les Croisettes : d'après l'abbé Corblet (pcd), le nom viendrait du lieu où la haute justice des seigneurs faisait exécuter les sentences[15].

### Voies de communication et transports
La localité est desservie par la ligne d'autocars no 21 (Vismes - Abbeville)  du réseau Trans'80, Hauts-de-France, les jours du marché d'Abbeville, le mercredi et le samedi.

## Toponymie
Le nom de la localité est attesté sous les formes Bethan en 1181, Behen en 1301, 1337 et 1763, Beham au XVe siècle,.
Le toponyme Bethan en 1181 signifie sans doute le « domaine de Betho » (nom de personne germanique).

## Histoire

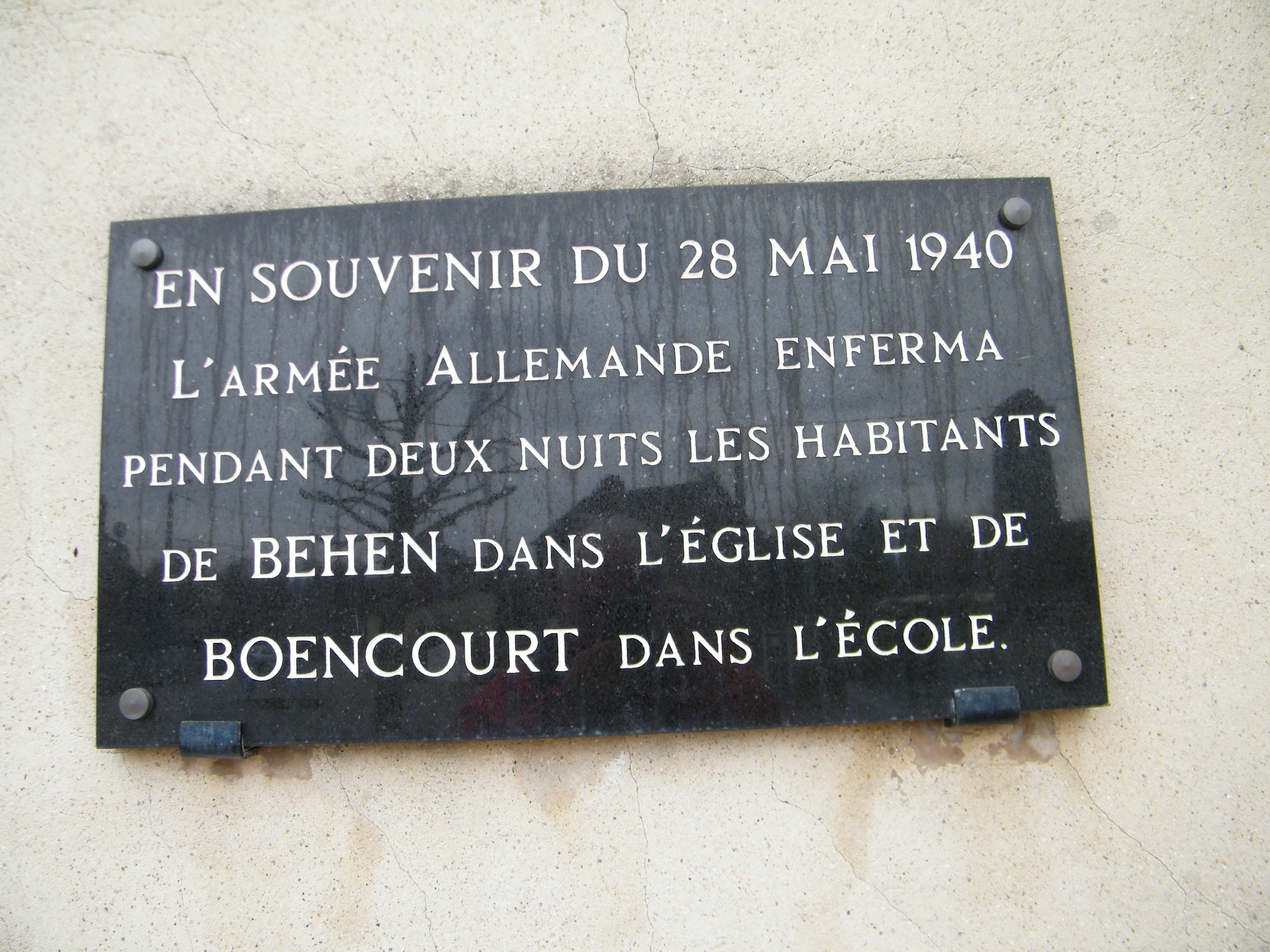
Plaque-souvenir des évènements de la Seconde Guerre mondiale.

Jean Carue, écuyer de cuisine du roi, est seigneur de Béhen de 1442 à 1448. Son descendant, Jean également, est seigneur de 1480 à 1519,.
En 1634, les seigneurs de Béhen, la famille L'Yver, deviennent propriétaires du château de Bouillancourt-en-Séry.

### Seconde Guerre mondiale
Le 28 mai 1940, 342 personnes sont entassées dans l'église par les Allemands. Ils y passeront deux nuits. Les habitants de Boëncourt sont enfermés dans l'école.
Le 30 mai 1940, installé dans les combles de la plus haute maison à étage des Croisettes, le colonel de Gaulle suit la progression de ses chars de combat, engagés contre l'armée allemande.
En 1944, 37 bombardements endommagent l'église et le cimetière. Les alliés visent en particulier une rampe de V1 implantée à proximité,.

## Politique et administration
| Période                                  | Période  | Identité               | Étiquette | Qualité                         |
| ---------------------------------------- | -------- | ---------------------- | --------- | ------------------------------- |
| Les données manquantes sont à compléter. |          |                        |           |                                 |
| ...                                      | 1989     | Gérard Dupuis          |           | Maréchal-ferrant                |
|                                          |          |                        |           |                                 |
| mars 2001                                | en cours | Jean-Claude Parmentier |           | réélu pour le mandat 2020-2026, |

## Population et société

### Démographie
L'évolution du nombre d'habitants est connue à travers les recensements de la population effectués dans la commune depuis 1793. Pour les communes de moins de 10 000 habitants, une enquête de recensement portant sur toute la population est réalisée tous les cinq ans, les populations de référence des années intermédiaires étant quant à elles estimées par interpolation ou extrapolation. Pour la commune, le premier recensement exhaustif entrant dans le cadre du nouveau dispositif a été réalisé en 2007.

En 2022, la commune comptait 508 habitants, en évolution de +1,6 % par rapport à 2016 (Somme : −1,26 %, France hors Mayotte : +2,11 %).
| 1793 | 1800 | 1806 | 1821 | 1831 | 1836 | 1841 | 1846 | 1851 |
| ---- | ---- | ---- | ---- | ---- | ---- | ---- | ---- | ---- |
| 640  | 742  | 843  | 757  | 763  | 764  | 777  | 777  | 800  |

| 1856 | 1861 | 1866 | 1872 | 1876 | 1881 | 1886 | 1891 | 1896 |
| ---- | ---- | ---- | ---- | ---- | ---- | ---- | ---- | ---- |
| 833  | 828  | 836  | 777  | 776  | 736  | 715  | 656  | 641  |

| 1901 | 1906 | 1911 | 1921 | 1926 | 1931 | 1936 | 1946 | 1954 |
| ---- | ---- | ---- | ---- | ---- | ---- | ---- | ---- | ---- |
| 613  | 640  | 639  | 556  | 552  | 550  | 528  | 433  | 402  |

| 1962 | 1968 | 1975 | 1982 | 1990 | 1999 | 2006 | 2007 | 2012 |
| ---- | ---- | ---- | ---- | ---- | ---- | ---- | ---- | ---- |
| 412  | 436  | 416  | 446  | 413  | 439  | 436  | 435  | 476  |

| 2017 | 2022 | - | - | - | - | - | - | - |
| ---- | ---- | - | - | - | - | - | - | - |
| 509  | 508  | - | - | - | - | - | - | - |

### Enseignement
Les écoliers fréquentent un regroupement pédagogique concentré qui compte 111 élèves à la rentrée 2017. Situé à Huchenneville, il scolarise les enfants de Béhen, Huchenneville et Ercourt.

## Culture locale et patrimoine

### Lieux et monuments
- L'église Saint-Josse[31], à campenard, restaurée après les bombardements de la Seconde Guerre mondiale. Le cimetière qui l'entourait a été déplacé à l'extérieur du village après les destructions de cette même guerre[21].
- L'église Saint-Aubin de Boëncourt est composée d'une simple nef et d'un chœur en craie de pays, à ouvertures ogivales ; elle est contrefortée en brique.
- Le château de Béhen date des XVIIIe et XIXe siècles. Appareillé en brique et pierre, il est accompagné d'un colombier et de dépendances[32].
- Le château de Bainast, dans un domaine de dix hectares, appartenait à une vieille famille aristocratique qui l'avait acquis en 1849. Auparavant, il était aux Douville-Maillefeu. La partie la plus ancienne de l'habitation daterait du XVIe siècle. Deux ailes ont été ajoutées. Une ferme avec une boulangerie, des granges, des écuries, une mare, un puits sont situés  à proximité[33]. Le national d'élevage du club de l'épagneul de Picardie et de Pont-Audemer y est régulièrement organisé[34].
- Le manoir des Alleux, édifié en brique, flanqué d'une tour, inscrit à l'inventaire supplémentaire des monuments historiques. Cette propriété familiale des XVIe et  XVIIe siècles puis XIXe siècle comprend également une ferme. Elle est située au milieu d'un grand parc[35], Inscrit MH (1992, Façades et toitures du manoir et de l'orangerie ; bâtiments de la ferme).

Monument aux morts pour la patrie.
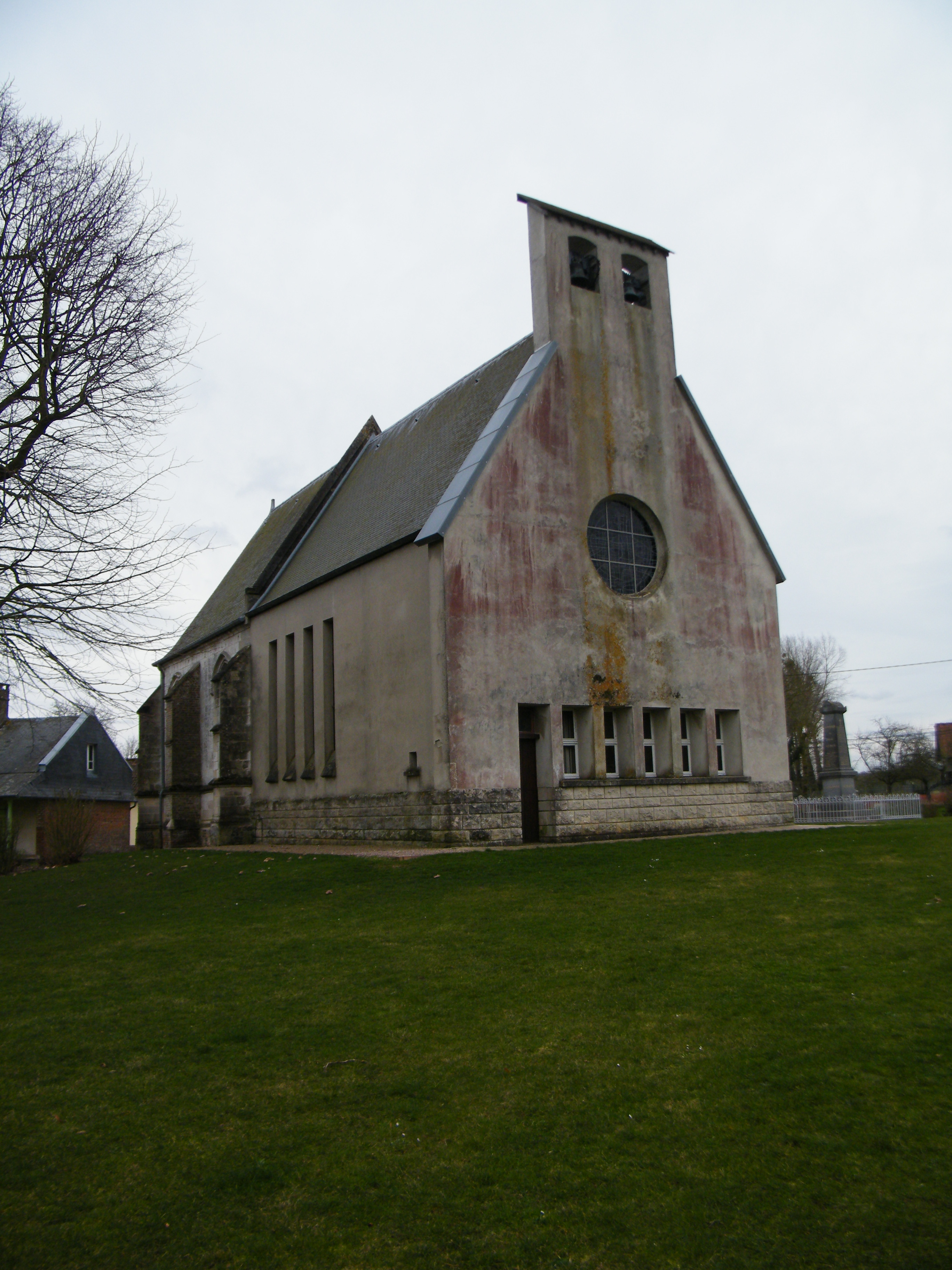
Clocher de l'église de Béhen.
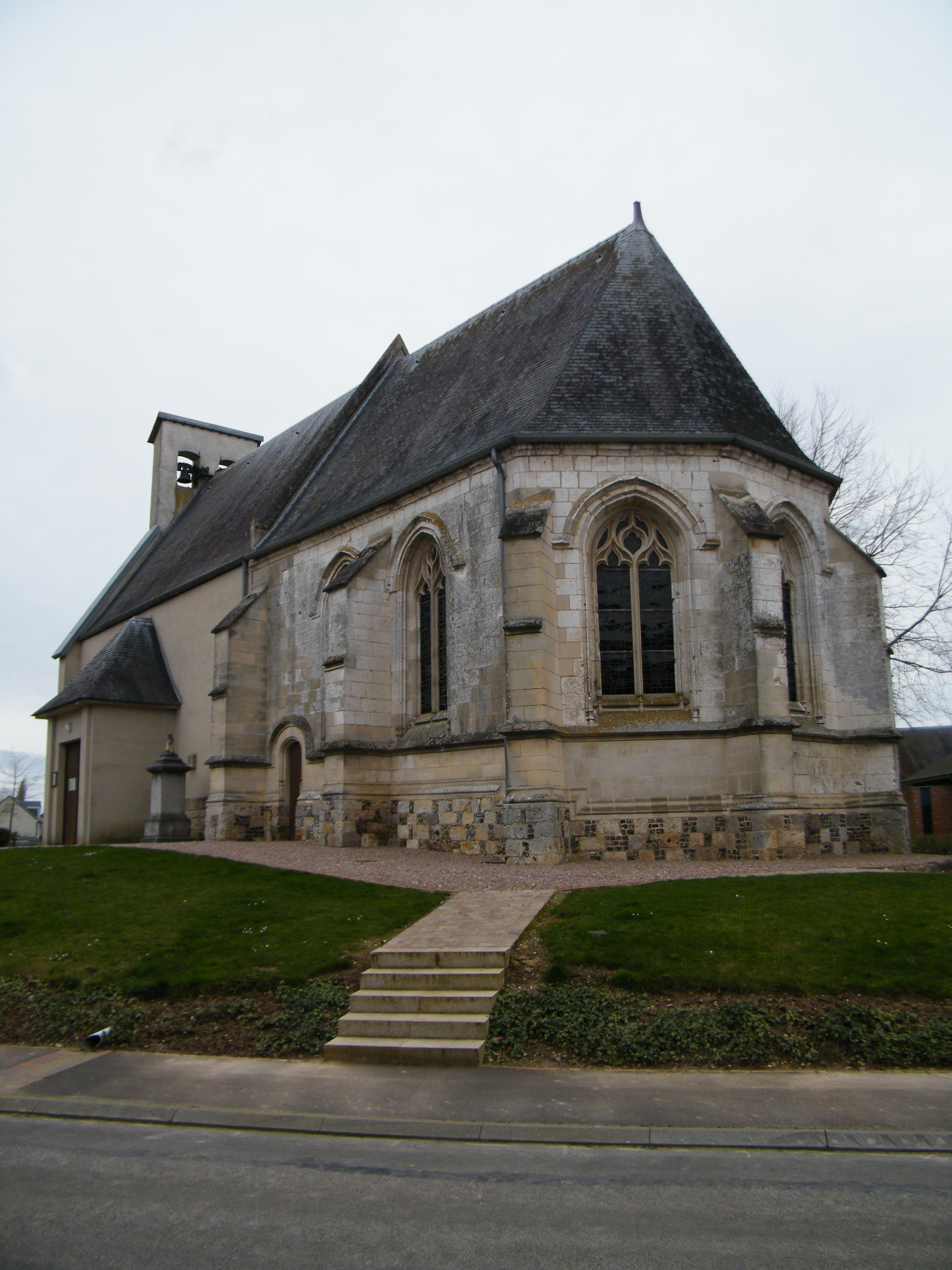
Chevet de l'église Saint-Josse.
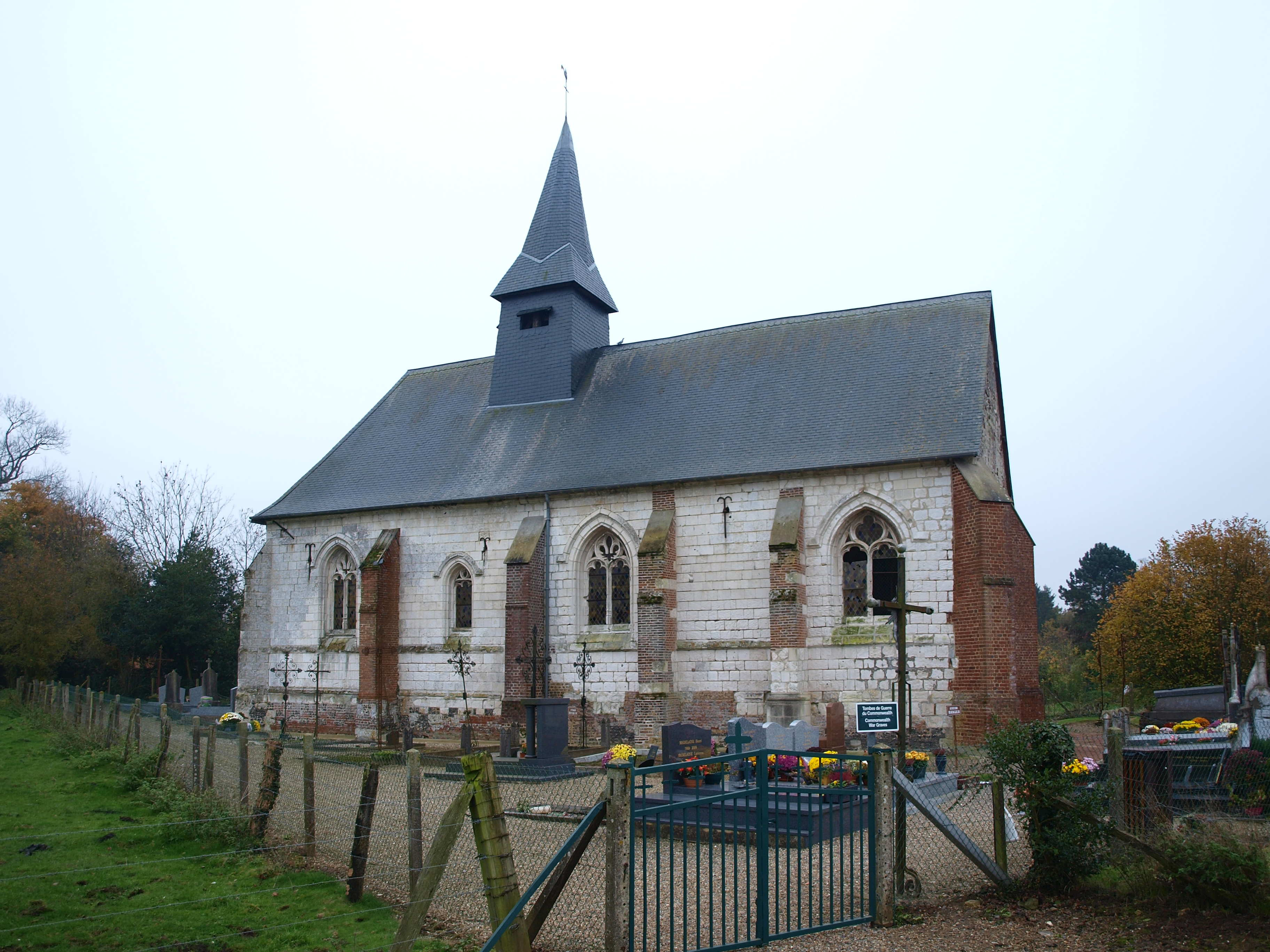
Église de Boëncourt.
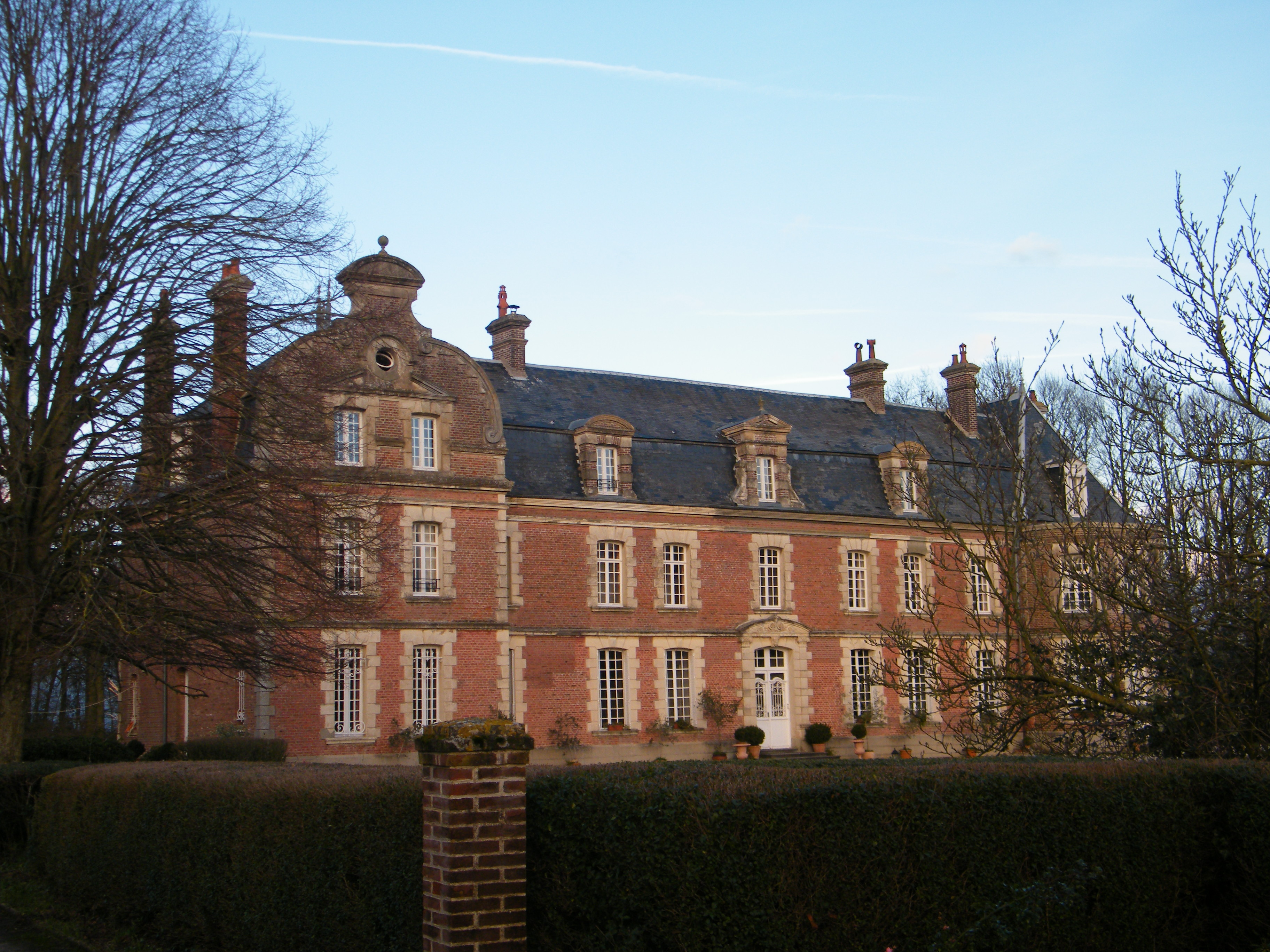
Château de Béhen.
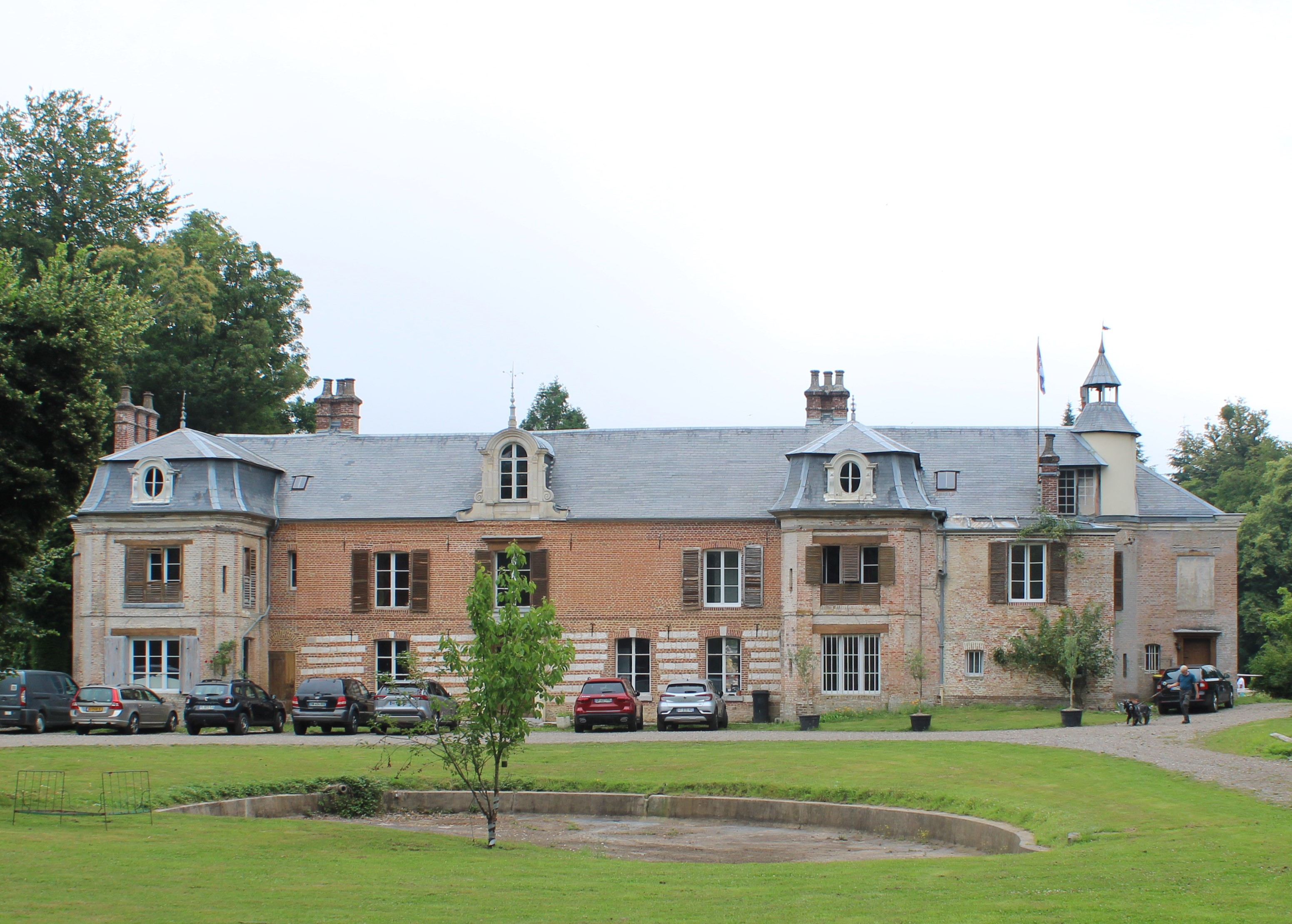
Château de Bainast.

### Héraldique
| Blason de Béhen | Blason  | D'argent au sautoir de gueules, cantonné de quatre hures de sanglier de sable. Ce blason correspond aux armes de la famille Carue, connue en 1363 à Martainneville et éteinte au début du XVIe siècle. |
| Blason de Béhen | Détails | Le statut officiel du blason reste à déterminer. |

Ce blason est sculpté dans le bois. Timbré d'un heaume, il figure dans la mairie.

## Pour approfondir